# Oleandra cumingii
Oleandra cumingii är en ormbunkeart som beskrevs av John Smith. Oleandra cumingii ingår i släktet Oleandra och familjen Oleandraceae. Inga underarter finns listade.